# Antonella Mularoni

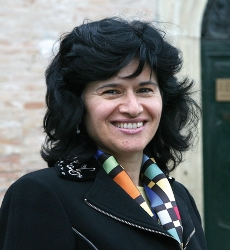
Antonella Mularoni

Antonella Mularoni (* 27. September 1961 in San Marino) ist eine Politikerin und Richterin aus San Marino. Sie wurde für die Amtszeit vom 1. April 2013 bis 1. Oktober 2013 gemeinsam mit Denis Amici zum Capitano Reggente (Staatsoberhaupt) von San Marino gewählt.

## Biografie

### Berufliche Laufbahn und Aufstieg zur Richterin am EGMR
Nach dem Schulabschluss in San Marino, den sie 1980 mit der Höchstnote (60 von 60 Punkten) erwarb, besuchte sie die Schule für Dolmetscher und Übersetzer in Bologna und schloss diese 1983 als Diplom-Übersetzerin in Englisch und Deutsch ab. Anschließend studierte sie zwischen 1983 und 1986 Rechtswissenschaften an der Universität Bologna und beendete dieses Studium erneut mit einer Höchstnote (110 von 110 Punkten). 1987 erhielt sie die Zulassung als Rechtsanwältin und Notarin in San Marino.
Von Juli 1986 bis Juli 1987 war sie Politische Sekretärin beim Minister für Finanzen, Haushalt und Wirtschaftsplanung sowie anschließend bis Dezember 1990 Direktorin des Büros für Beziehungen zu San Marinesen im Ausland im Außenministerium. In diesem Zeitraum war sie vom 23. Oktober 1989 bis zum 13. Dezember 1990 auch stellvertretende Ständige Vertreterin beim Europarat (San Marino in dieser Zeit stellte den stellvertretenden und danach den Vorsitzenden des Ministerrates des Europarates).
Danach war sie von Januar 1991 bis Oktober 2001 als Rechtsanwältin und Notarin tätig, ehe sie am 1. November 2001 als Nachfolgerin von Luigi Ferrari Bravo Richterin am Europäischen Gerichtshof für Menschenrechte (EGMR) wurde. In dieser Funktion nahm sie im März 2005 auch am 5. Kongress der Europäischen Anwältinnenvereinigung in Straßburg teil. Das Amt übte sie bis zum 30. September 2008 aus. Zuletzt war sie von Februar bis September 2008 Präsidentin des 2. Senats des EGMR.

### Politische Laufbahn
Daneben begann sie bereits frühzeitig eine politische Laufbahn. Sie gehörte mehrere Jahre als Sprecherin für Internationale Beziehungen dem Exekutivkomitee der Jugendbewegung des Partito Democratico Cristiano Sammarinese (PDCS) an. Darüber hinaus ist sie Mitglied des Zentralkomitees des PDCS. In den 1980er Jahren setzte sie sich als Mitglied des Komitees für Gleichberechtigung für eine Änderung des Familienrechts ein, die im April 1986 vom Parlament, dem Großen und Generalrat verabschiedet wurde.
Im Januar 1993 gehörte sie zu den Gründungsmitgliedern der politischen Bewegung „Volksallianz der Demokraten San Marinos (Alleanza Popolare dei Democratici Sammarinesi per la Repubblica)“. Sie war von Januar bis Juni 1993 deren Koordinatorin und zuletzt von Januar 1998 bis Dezember 1999 Präsident der Versammlung der APDS. Im März 2013 wurde sie zur Vorsitzenden der AP gewählt.
Im Mai 1993 wurde sie erstmals zur Abgeordneten des Großen und Generalrates (Consiglio Grande e Generale) gewählt, dem sie bis zu ihrer Berufung zur Richterin am EGMR im März 2001 angehörte. Während dieser Zeit war sie unter anderem Vorsitzende der APDS sowie Mitglied der Ständigen Ausschüsse für Auswärtige Angelegenheiten, Migration, Information, Transport und Telekommunikation sowie für Sicherheit und öffentliche Ordnung.
Bei den Wahlen vom 9. November 2008 wurde sie dann erneut als Abgeordnete in den Großen und Generalrat gewählt und am 3. Dezember 2008 zur Staatssekretärin (Ministerin) für Auswärtige und Politische Angelegenheiten, Telekommunikation und Transport ernannt.
Bei den Wahlen vom 11. November 2012 wurde sie auf der Liste der Alleanza Popolare erneut in den Consiglio Grande e Generale gewählt. Am 5. Dezember 2012 löste sie der bisherige Finanzminister Pasquale Valentini als Außenminister ab. Mularoni wurde Mitglied des Außenausschusses und Mitglied der san-marinesischen Delegation bei der Interparlamentarischen Union.
Am 20. März 2013 wurde sie vom Consiglio Grande e Generale gemeinsam mit Denis Amici für die Amtszeit vom 1. April 2013 bis 1. Oktober 2013 zum Capitano Reggente gewählt. Nach dem Rücktritt von Matteo Fiorini war sie von April 2014 bis Juli 2016 Ministerin für Territorium, Umwelt, Landwirtschaft und wirtschaftliche Zusammenarbeit (Segretario di Stato Territorio e Ambiente, Agricolturae e Cooperazione Economica Internazionale) im Kabinett Bene Comune.
Sie arbeitet weiterhin als Rechtsanwältin und Notarin.

## Ehrungen
Antonella Mularoni wurde 2014 mit dem Großkreuz des Verdienstordens der Italienischen Republik ausgezeichnet.